# Озеро Стобихівське
Озеро Стобихівське — гідрологічний заказник місцевого значення. Об'єкт розташований на території Камірь-Каширського району Волинської області, с. Стобихівка.
Площа — 91 га, статус отриманий у 1992 році.
Статус надано з метою охорони та збереження у природному стані однойменного озера льодовикового походження та його прирбережно-захисної смуги. Площа озера становить 26 га, середня глибина - 1,6 м, максимальна – 4,0 м.  Озеро замулене, відбуваються інтенсивні процеси евтрофікації. Середня глибина сапропелевих відкладів – 2 м. У заказнику бере початок річка Стобихівка.
Береги озера порослі лучною рослинністю та заболочені. Тут зростають осоки (Carex), очерет звичайний (Phragmites australis) та рогіз вузьколистий (Typha angustifolia). У заказнику мешкають водоплавні й навколоводні птахи, на прольоті трапляється журавель сірий (Grus grus), занесений у Червону книгу україни, Європейський Червоний список, Червоний список Міжнародного союзу охорони природи, додатки Вашингтонської, Боннської, Бернської конвенцій.
Збереженню заказника загрожує видобуток торфу на родовищі «Стобихівське». 